# Iveldingen
Iveldingen est un village de la commune belge d'Amblève (en allemand : Amel) située en Communauté germanophone et en Région wallonne dans la province de Liège.
Avant la fusion des communes de 1977, Iveldingen faisait déjà partie de la commune d'Amblève.
En 2013, le village comptait 215 habitants.

## Situation
Iveldingen se situe sur une colline herbeuse dominant à l'est le ruisseau Schinderbach, affluent de l'Amblève. Cette dernière poursuit par de nombreux méandres le contournement de cette colline par le sud puis l'ouest. L'altitude qui, à la chapelle avoisine les 450 m, culmine à 480 m au lieu-dit Am Kreuz situé au nord de la localité où passe la route nationale 676 entre Waimes et Amblève.
Iveldingen avoisine Eibertingen situé à l'est, Deidenberg au sud ainsi que Montenau à l'ouest avec lequel il forme un ensemble continu d'habitations.

## Patrimoine
À la limite des villages de Montenau et Iveldingen, se trouve la chapelle Sainte Barbe (St. Barbara Kapelle) bâtie en 1688 à la place d'un édifice antérieur datant de 1518. Le portail occidental est surmonté d'un clocheton carré. Elle est reprise sur la liste du patrimoine immobilier classé d'Amblève et fait désormais office de chapelle funéraire.
Une église moderne (Pfarrkirche Iveldingen-Montenau) a été construite en 1983 à proximité de cette chapelle.

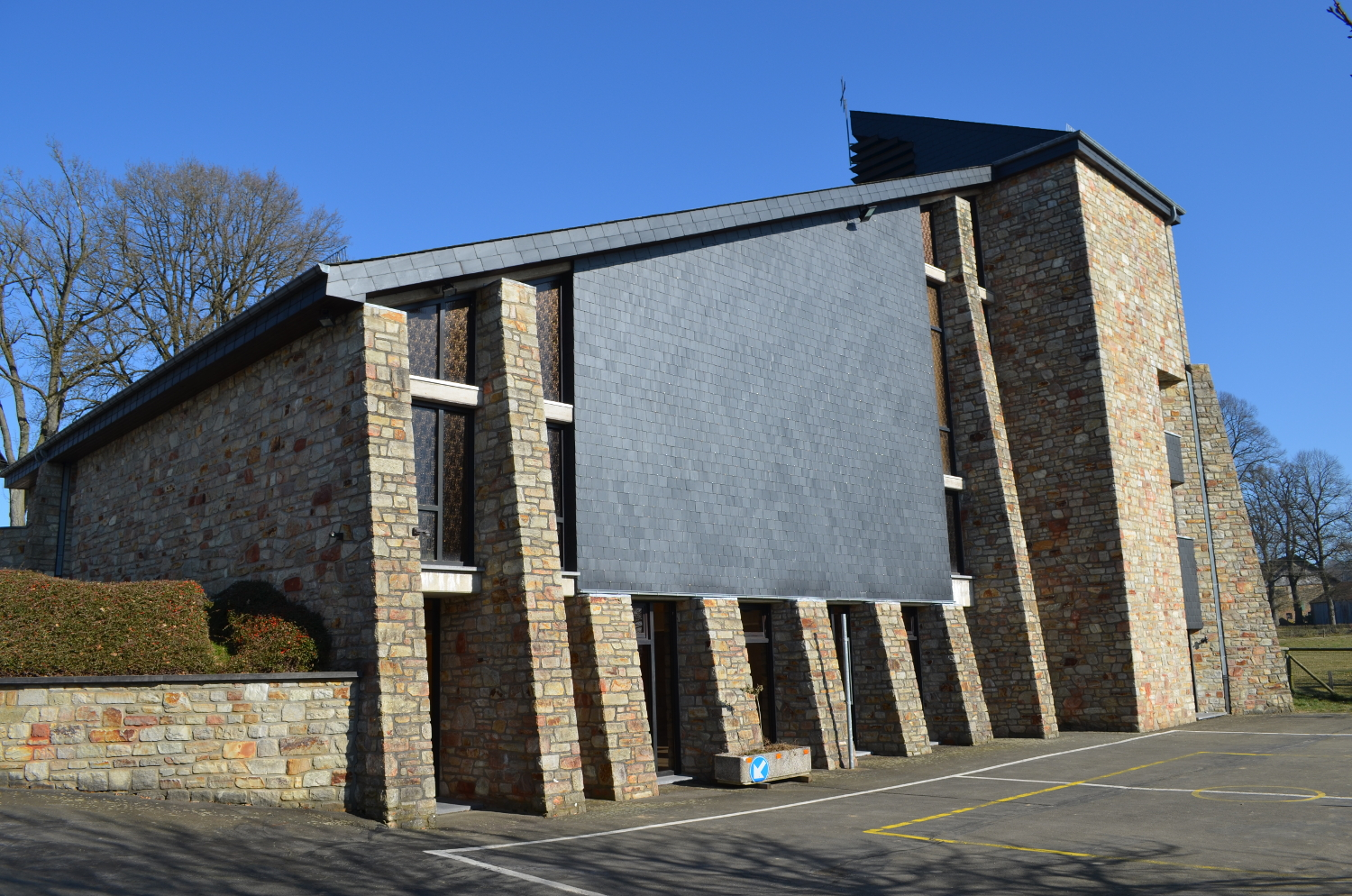
L'église moderne d'Iveldingen

## Activités
L'école communale d'Iveldingen et Montenau se trouve entre la vieille chapelle et la nouvelle église.